# The Sinceros
The Sinceros was een Britse new wave- en powerpop-band uit Londen.

## Bezetting
- Mark Kjeldsen[3] (leadzang)
- Bobby Irwin[4] (drums)
- Ron François[5] (basgitaar)
- Don Snow[6] (zang, hammondorgel, piano, gitaar, basgitaar, drums, saxofoon)

## Geschiedenis
Kjeldsen, Irwin en François speelden eerst samen in de Londense r&b-band The Strutters. The Sinceros waren voornamelijk een object voor Kjeldsens componerend talent. Hij zong de leadzang op het meeste van het materiaal van de band, alhoewel François meer songs bijdroeg op hun latere albums. Voorafgaand aan hun getekende contract bij Epic Records hadden Irwin en François hun aandeel aan de opnamen van het album Stateless bij Stiff Records van de opnemende artieste Lene Lovich. Don Snow vervoegde zich bij de band ter ondersteuning van de plaat tijdens de Be Stiff-tournee in 1978.
Hun eerste album The Sound of Sunbathing werd geproduceerd door Joe Wissert en opgenomen in de Wessex Sound Studios in Londen. De band bereikte aanzienlijke airplay met hun eerste single Take Me to Your Leader. Ze toerden uitgebreid na het uitbrengen van het album, liftend op het succes van het toen tot bloei komende new wave-muziekcircuit, echter niet zo intensief als eerst gepland door het management en de platenmaatschappij, die ruzie maakten over de financiën. Resoluut ging de band verder met het studiowerk voor andere artiesten. In het bijzonder Irwin en Snow waren zeer gewild.
Een poging met het opvolgende album 2nd Debut, geproduceerd door Paul Riley, werd opgeschort door Epic Records en werd in wezen omgewerkt naar Pet Rock, onder de leiding van producent Gus Dudgeon. Verscheidene FM radio-opnamen van de band werden in omloop gebracht, met name een van 13 december 1979 in het Palladium in New York, die werd uitgezonden door WNEW-FM. Twijfelend aan de $5 Rock and Roll Show, toonde de affiche ook Bruce Wooley, Paul Collins Beat en 20/20 en werd bijgewoond door Mick Jagger. De band had ook optredens in de nachtclub Hurrah in New York. Kjeldsen droeg een T-shirt met het clublogo op de Pet Rock albumcover.
The Sinceros werden in 1981 ontbonden. Na hun ontbinding trad Kjeldsen op met The Danny Adler Band. Een live-album met Kjeldsen (ritme-gitaar) werd opgenomen in Winterthur in Zwitserland in augustus 1982 en uitgebracht in 1983. Tijdens de jaren 1990 kreeg Kjeldsen een sociaal werker in Londen.
Snow vervoegde zich bij Squeeze als vervanger van Paul Carrack. François deed hetzelfde bij The Teardrop Explodes en bleef bij Epic Records om de solosingle If You Love Me (1982) uit te brengen, voor zijn vertrek naar Australië waar hij had gewerkt met plaatselijke artiesten als James Reyne, Wendy Matthews en The Eurogliders. Irwin begon te werken met Nick Lowe, voor zijn vertrek in 1985 om te wonen en werken in San Antonio. Sedert zijn terugkeer naar het Verenigd Koninkrijk in 1992 had hij gewerkt met Nick Lowe en Van Morrison.

## Overlijden
Mark Kjeldsen overleed in 1992 aan de gevolgen van aids. Irwin overleed in 2015.

## Discografie
Het eerste album The Sound of Sunbathing was verkrijgbaar op cd via Cherry Red Records met drie bonusnummers en werd uitgebracht in mei 2009. Het nummer Take Me To Your Leader van dit album werd eerder al uitgebracht op de compilatiealbums New Wave Hits of the 70's & 80's, Big Hits, Skinny Ties: New Wave in the UK en Readers Digest Sounds of the Seventies 1979 boxset. De drie bonusnummers op deze cd waren Are You Ready?, Up There en Walls, Floors And Ceilings (live). Meer recent op cd was het album Pet Rock met meerdere bonusnummers. De cd werd uitgebracht gedurende 2010 bij Wounded Bird Records / Sony Records. Gescheiden van de oorspronkelijke 11 uitgebracht nummers op de vinyl versie, vergoeden de nummers 12-21 wat was te vinden op de naderhand opgeschorte opvolger 2nd Debut van The Sound of Sunbathing, maar deze was commercieel nooit verkrijgbaar. Dit niet uitgebrachte album bevatte echter identieke songs als betoond in het oorspronkelijke Pet Rock-album, maar ze hadden beide wisselende opnamen of wisselende versies van de songs. Uiteindelijk verschenen vier extra songs als bonusnummers: Torture Myself, Beady Eyes, Television Vision en een uitgebreide versie van Take Me To Your Leader. De korte versie was reeds beschikbaar op het album The Sound of Sunbathing.

### Singles
- 1979:	Take Me to Your Leader
- 1979:	Worlds Apart
- 1980:	Are You Ready
- 1980:	Disappearing
- 1981:	Memory Lane
- 1981:	Socially

### Albums
- 1979: The Sound of Sunbathing
- 1980: 2nd Debut
- 1981: Pet Rock